# قرار مجلس الأمن التابع للأمم المتحدة رقم 27
قرار مجلس الأمن التابع للأمم المتحدة رقم 27، الذي تم تبنيه في 1 أغسطس 1947، دعا الجمهوريين المعارضين من هولندا وإندونيسيا في الثورة الوطنية الإندونيسية إلى إلقاء أسلحتهم والسماح بالوساطة السلمية للنزاع.
لم يُجر أي تصويت على مشروع القرار ككل، في أجزاء فقط.